# Pas de boogie woogie
Singles de Eddy Mitchell
Je vais craquer bientôt
(1976) La fille du motel
(1976)
Pas de boogie woogie est une chanson écrite et interprétée par Eddy Mitchell. Il s'agit de l'adaptation française du titre Don't Boogie Woogie (When You Say Your Prayers Tonight) de Layng Martine Jr.. Diffusée en 45 tours en 1976, Pas de boogie woogie s'inscrit parmi les grands succès de l'artiste, qui l'interprète régulièrement dans ses récitals.

## La chanson
Le titre original Don't Boogie Woogie (When You Say Your Prayers Tonight) de Layng Martine Jr. est enregistré en premier par Ray Stevens en 1974 et est repris par Jerry Lee Lewis l'année suivante.
Si la version d'Eddy Mitchell s'inspire de celle de Jerry Lee Lewis (enregistrée par le chanteur américain en 1975 sur l'album Odd Man In), c'est celle de Ray Stevens, que le rockeur français découvre en premier, alors qu'il est à Nashville pour l'enregistrement de l'album Sur la route de Memphis.
Contrairement à la version originale qui évoque un patient qui se rend chez son médecin, pour Pas de boogie woogie, Mitchell se coule dans la peau d'un prêtre, qui après que le Pape a déclaré que « l'acte d'amour sans être marié est un péché », doit en faire l'annonce à ses fidèles. Ce qui lui pose un problème sur la manière d'annoncer la chose, c'est Dieu lui-même qui dans une apparition le résout :
« Au petit matin, Dieu m'est apparu et il m'a donné la solution »

Aussitôt, il se rend dans son église et déclare à l'assistance : 
« Mes bien chers frères, mes biens chères sœurs, reprenez avec moi, tous en chœurs : Ne faites pas de boogie woogie avant vos prières du soir, [...], maintenant l'amour est devenu péché mortel, ne provoquez votre père éternel,
non pas de boogie woogie avant vos prières du soir »
Dans le silence, il devine la surprise et la désapprobation et reprend «  à nouveau le sermon du boogie woogie... »
À présent l'église est vide et il s'interroge : « Dieu je reste seul dans ta maison, [...], Si ton pape m'a fait perdre l'affaire, J'irai tout droit en enfer », mais persévérant, il promet d'essayer « encore à la messe de midi, le sermon du boogie woogie... »
(paroles Claude Moine, extraits)
Pour le journaliste Daniel Lesueur « cette petite satire anticléricale, pas bien méchante, n'est finalement qu'une démonstration sans gravité de l'humour d'Eddy Mitchell ». Il souligne cependant, que la chanson jugée irrévérencieuse envers le Pape, fut interdite d'antenne sur Radio Monte Carlo.
Pas de boogie woogie n'en devient pas moins un succès et à la scène un classique du chanteur.
Selon Eddy Mitchell, l'auteur l'a appelé, abasourdi, pour comprendre ce qui se passait en France avec sa chanson, voyant les droits d'auteurs augmenter, alors que la chanson n'avait pas marché aux États-Unis, et ce malgré la reprise par Jerry Lee Lewis.

## Reprises
En 2002, Florent Pagny, sur son album 2, reprend Pas de boogie woogie en duo avec Eddy Mitchell.
En 2014, sur la scène de Bercy, la chanson est l'occasion d'un trio avec Johnny Hallyday et Jacques Dutronc lors du spectacle Les Vieilles Canailles.

## Discographie
- Mai 1976 : 45 tours Barclay 620610[5] : Pas de boogie woogie, C'est ok

Discographie live :
- 1978 : Palais des sports 77
- 1981 : 20 ans : Eddy Mitchell Olympia
- 1994 : Retrouvons notre héros Eddy Mitchell à Bercy
- 1995 : Big band au Casino de Paris, Country-rock à l'Olympia et Show 94 au Zénith
- 1997 : Mr Eddy à Bercy 97
- 2001 : Live 2000
- 2004 : Frenchy Tour
- 2007 : Jambalaya Tour
- 2011 : Ma dernière séance (l'album, outre une version live par Mitchell, propose également (en titre bonus), la chanson enregistrée en duo avec Pascal Obispo)
- 2019 : Les Vieilles Canailles Le Live (enregistré à Bercy en juin 2017, en trio avec Johnny Hallyday et Jacques Dutronc)

## Réception
Pas de boogie woogie se classe à la quatrième place des hits-parade, reste neuf semaines dans le top 10 et dix-neuf dans le top 100 (selon Infodisc).